# Розвідувальна інформація
Розвідувальна інформація також розвідувальні відомості (англ. військ. Intelligence information, дипл. Surveillance information) — усні та зафіксовані на матеріальних носіях (у тому числі у зразках виробів і речовин) відомості, які неможливо отримати офіційним шляхом, про реальні та потенційні можливості, плани, наміри і дії іноземних держав, організацій та окремих осіб, що загрожують національним інтересам, а також про події і обставини, що стосуються національної безпеки і оборони; відомості про інші держави (партії, організації, установи тощо), що добуваються розвідкою та частково контррозвідкою або під їх керівництвом іншими державними та приватними організаціями та особами відповідно до розвідувальних завдань.

## Види розвідувальної інформації

### Первинна і узагальнена розвідувальна інформація
В залежності від ступені аналізу і узагальнення інформації розвідувальні відомості поділяють на:
- Первинні розвідувальні дані. Первинні розвіддані містять всю доступну для відповідних засобів розвідки об'єктивну інформацію у вигляді якісних та кількісних ознак розвідуваних об'єктів. Розвіддані добуті засобами технічної розвідки можуть являти собою знімки об'єктів та місцевості в різних діапазонах хвиль або запис прийнятих сигналів та результатів вимірювання їх параметрів в цифровій або аналоговій формі на електронних носіях, а також у донесеннях, складених розвідниками.

Якість первинних даних, з точки зору можливості виявлення ознак розвідувати об'єкта, залежить не лише від технічних характеристик засобів розвідки, а й від властивостей та стану цього об'єкту, а також від умов ведення розвідки (дальності, метеоумов, пори року і доби, рельєфу місцевості та ін.).
- Розвідувальні відомості отримані в результаті обробки і аналізу первинних розвідданих:
  - Матеріали першого рівня аналізу (первинна обробка). Містять результати аналізу даних отриманих від одного джерела (з допомогою одного засобу розвідки). У випадках, коли повнота та достовірність отриманих розвідувальних відомостей, достатні для вирішення поставленого розвідувального завдання, процес обробки закінчується на цьому етапі і готується підсумкова розвідінформація.
  - Матеріали другого рівня аналізу (комплексна обробка). Обробка розвідданих отриманих від різних джерел і різними видами й засобами розвідки. Спільний аналіз різнорідних відомостей, що належать до одного об'єкту, взаємна логічна ув'язка та уточнення, аналітичне визначення характеристик об'єкта, що залежать від сукупності різнорідних відомостей.
- Узагальнена розвідувальна інформація. Являє собою розвідувальні зведення, донесення, довідки, аналітичні огляди, технічні описи та інші документи, підготовлені на основі отриманих розвідувальних відомостей для різних категорій споживачів відповідно до їх запитів.

Органи розвідки у сфері своєї відповідальності розробляють розвідувальні документи для трьох основних категорій споживачів — для вищого військово-політичного керівництва, для військового командування і для військово-промислового комплексу. Обсяг, зміст, спрямованість, ступінь деталізації або узагальнення інформації в цих документах визначаються згідно з запитами конкретних споживачів. Узагальнена розвідувальна інформація являє собою кінцевий результат розвідувальної діяльності, який практично використовується в інтересах державних та військових органів, організацій та підприємств ВПК держави.

### Інші види класифікації розвідувальної інформації
За ступенем правдивості розвідувальна інформація поділяється на достовірну, ймовірну, сумнівну і помилкову.
За значущістю — на особливої важливості, важливу й звичайну.
За змістом — надзвичайної важливості, термінову і поточну.
Загальна цінність розвідданих визначається рядом аспектів, серед яких оперативність надходження, обсяг, якість, ясність, легкість подальшого використання і вартість отримання.